# M's X'Mas EP
『M's X'Mas EP』（エムス・クリスマス・イーピー）は、日本のシンガーソングライター・加藤ミリヤの初となる配信限定ミニ・アルバム。2014年12月17日にSony Music Records内のレーベルMASTERSIX FOUNDATIONから発売された。

## 概要
初の配信限定による、クリスマス企画ミニ・アルバム。
同年にリリースされたシングル『YOU… feat.仲宗根泉 (HY)』の初音源となるリミックスヴァージョンとインストゥルメンタル、当時は完全未発表となっていた新曲『Higher』に加え、2010年にリリースされたミュージック・ビデオ集『MILIYAH THE CLIPS 2004-2010』初回生産限定盤ボーナスCDに付属されていた新曲「Only holy」など含め全4曲が収められている。

## 収録曲
- 全作詞・作曲・編曲：Miliyah (#1#4は除く)

1. YOU… feat.仲宗根泉 (HY) (T.O.M. M’s X’mas Remix) [6:30]
作詞・作曲：Miliyah、Izumi Nakasone
  - 29thシングルリミックスヴァージョン
2. Higher [4:14]
  - SEIKO「LUKIA」CFソング
  - 31stシングル『少年少女』カップリング曲として初CD化
3. Only holy [4:36]
  - ミュージック・ビデオ集『MILIYAH THE CLIPS 2004-2010』初回生産限定盤ボーナスCD収録曲
  - 初デジタル配信化
4. YOU… feat.仲宗根泉 (HY) (T.O.M. M’s X’mas Remix) (Instrumental) [6:30]